# José Lenzini
Vous pouvez aider à l'améliorer ou bien discuter des problèmes sur sa page de discussion.
- Il n'est pas vérifiable et peut contenir des informations totalement erronées. Il est fortement conseillé aux contributeurs d'étayer son contenu par des sources fiables. Sans cela, sa suppression pourrait être envisagée. (si vous venez d'apposer le bandeau, veuillez cliquer sur ce lien pour créer la discussion et en afficher les indications). (Marqué depuis novembre 2021)
- Il peut contenir un travail inédit ou des déclarations non vérifiées. Vous pouvez l’améliorer en ajoutant des références. (Marqué depuis novembre 2021)

- Archive Wikiwix
- Bing
- Cairn
- DuckDuckGo
- E. Universalis
- Gallica
- Google
- G. Books
- G. News
- G. Scholar
- Persée
- Qwant
- (zh) Baidu
- (ru) Yandex
- (wd) trouver des œuvres sur Wikidata

Vous pouvez aider à l'améliorer ou bien discuter des problèmes sur sa page de discussion.
- Son texte doit être wikifié : il ne correspond pas à la mise en forme Wikipédia (style, typographie, liens internes, liens entre les wikis, etc.). (Marqué depuis novembre 2021)

José Lenzini est un journaliste français. 
Né à Sétif (Algérie) en 1943, José Lenzini est resté très attaché à son pays de naissance et y revient très régulièrement pour donner des conférences ou retrouver ses amis de Kouba, où il a passé son adolescence et sa jeunesse. Spécialiste d'Albert Camus, il habite au Broussan (Évenos) un petit village du sud de la France, il consacre la majeure partie de son temps à l’écriture et à l'édition. 

## Biographie
- Ancien correspondant pour le Var des médias suivants: Le Monde (1981-2003), La Tribune (2000-2003), Radio BFM (1997-2001).
- Enseignant à l'École de journalisme et de communication de Marseille de 1993 à 2005 et intervenant à l'ILOI (île de la Réunion) depuis 2006
- Animateur de l’atelier de politique internationale à l’Université du Temps Libre (Bandol) depuis 1996 et à l’Université du Temps Disponible (Hyères) depuis 2005.
- Animateur d’ateliers d’écriture dans le Var : à Ollioules (2000-2004), Hyères (2007-2008), Evenos (2008-2010), Signes (2008-2010).
- Il est directeur de collection (Méditerranées) aux Edition de l'Aube
- Il organise et accompagne régulièrement des voyages culturels en Algérie